# Alexandre Dumas (metropolitana di Parigi)
Alexandre Dumas è una stazione della metropolitana di Parigi situata sulla Linea 2.
La stazione prende il nome dall'autore francese Alexandre Dumas padre. Inizialmente, era chiamata "Bagnolet", ma il nome fu cambiato in quello attuale nel 1970.